# 井上進 (東洋史研究者)
井上 進（いのうえ すすむ、1955年 − ）は、日本の東洋史学者。名古屋大学文学部教授。

## 経歴
出生から修学期
1955年生まれ。1976年に京都大学文学部に入学し、東洋史学を専攻した。1980年に卒業し、1年の聴講生を挟んで京都大学大学院文学研究科東洋史学専攻に進んだ。1983年に修士課程を修了。同年4月に博士課程に進み、10月より北京大学哲学系に留学。1984年6月に帰国し、博士課程を退学した。
東洋史研究者として
1984年7月、京都大学人文科学研究所東方部助手に採用された。1991年、三重大学人文学部助教授に就いた。1996年に名古屋大学文学部助教授に転じ、1998年に教授昇格。

## 受賞学術賞等
- 1991年：第10回東方学会賞を受賞。

## 研究内容・業績
専門は東洋史で、明清時代の学術・思想。また、宋代より清代に至る間の出版文化に関する著作も多い。

## 家族・親族
- 父：井上清は歴史家で、京都大学名誉教授。

## 著作
単著
- 『顧炎武』(中国歴史人物選 10) 白帝社 1994
- 『中国出版文化史：書物世界と知の風景』名古屋大学出版会 2002

韓国語訳版 イ・ドンチョル(李等哲)ほか3名共訳、ミウンサ(民音社) 2013
中国語訳版　『中国出版文化史』李俄憲訳、華中師範大学出版社 2015
- 『書林の眺望：伝統中国の書物世界』平凡社 2006
- 『明清学術変遷史：出版と伝統学術の臨界点』平凡社 2011

共著書
- 『明史選挙志：明代の学校・科挙・任官制度』(全2巻) 酒井恵子共訳注、平凡社東洋文庫 2013-2019
- 『三重県公蔵漢籍目録』三重県図書館協会 1996

目録、補注
- 『金沢市立玉川図書館近世史料館蔵漢籍目録』浅野純一と共著、金沢市立玉川図書館 2004
- 『中国における近代思惟の挫折』(全2巻) 島田虔次著、井上補注、平凡社東洋文庫 2003
- 『増補 明代詩文』入矢義高著、井上補注、平凡社東洋文庫 2007

## 参考
- 井上進教授 略歴・業績PDF
- 名古屋大学
- 名古屋大学東洋史学研究室
- CiNii著作